# Эревик, Уле
Уле Эревик (норв. Ole Erevik; род. 9 января 1981, Ставангер) — норвежский гандболист, выступающий за датский клуб «ГОГ Гандбол» и сборную Норвегии.

## Карьера

#### Клубная
Уле Эревик начинал профессиональную карьеру в 2000 году, выступая за клуб из родного города Ставангер. В 2004 году Уле перешёл в Адемар Леон, с которым выиграл кубок обладателей кубков ЕГФ. В 2005 году Уле Эревик заключил контракт Бидасоа Ирун, в котором провёл 2 сезона. В 2007 году Уле перешёл в немецкий клуб Магдебург. Уле помог Магдебургу, в чемпионате Германии, в сезоне 2007/08, Магдебург занял 6 место, а в кубке Германии Магдебург дошёл до 1/4 финала. В 2008 году Уле Эревик перешёл в Колдинг, с которым выиграл чемпионат Дании в 2009 году. В 2011 году Уле Эревик стал игроком Ольборг хандбол, помог клубу  выиграть чемпионат Дании в 2013 году, а в 2012 году выиграл кубок Дании. В 2015 году Уле Эревик перешёл в французский клуб Пей д’Экс

#### В сборной
Уле Эревик выступает за сборную Норвегии и провёл за сборную 219 матч и забросил 1 гол.

## Награды
- Обладатель кубка ЕГФ: 2005
- Победитель чемпионата Дании: 2009, 2013
- Обладатель кубка Дании: 2012
- Серебряный призёр чемпионата Мира: 2017

## Статистика
| Сезон        | Клуб      | Лига           | Матчи | Голы | 7-метр | Голы |
| ------------ | --------- | -------------- | ----- | ---- | ------ | ---- |
| 2015-16      | Пей д’Экс | LNH division 1 | 23    | 0    | 0      | 0    |
| 2016-17      | Пей д’Экс | LNH division 1 | 16    | 0    | 0      | 0    |
| 2015–по н.в. | Итого     | LNH division 1 | 39    | 0    | 0      | 0    |